# Фу, член!
Фу, член! (англ. Eek, a Penis!) — эпизод 1205 (№ 172) сериала «Южный Парк», премьера которого состоялась 9 апреля 2008 года.

## Сюжет
Мисс Гаррисон впадает в депрессию и вновь хочет стать мужчиной. Она плачет несколько дней и заставляет всех называть себя мистером Гаррисоном. В один из таких «плачевных дней» по телевизору крутят сюжет про мышь, на которой выращено человеческое ухо. Чтобы добиться своего, она решает вложить деньги в генную инженерию, чтобы вырастить на мыши свой пенис. Когда Гаррисон захотел его потрогать, он сбежал и долго бегал по городу. В конце концов мышь прыгает в канализацию. Гаррисон плачет, но мышь к ней возвращается. Мисс Гаррисон вновь становится мужчиной с новым другом — лабораторной мышью.
Картмана сначала делают заместителем Гаррисона, но, оценив высокие результаты класса, которого он учил (то есть своего), его отправляют в Денвер учить трудных подростков, где он, неожиданно, добивается успехов, тайно обучая детей искусству лжи.

## Пародии
- Сюжетная линия и внешний вид Картмана в роли учителя пародируют фильмы «Выстоять и сделать».
- Сцена с поющими дуэтом при Луне мышью и пенисом является пародией на песню «Somewhere Out There» из мультфильма «Американский хвост».

## Факты
- В эпизоде появляется мистер Дёрб — в самом конце он виден в холле школы.